# José Adolfo Pascowitch
José Adolfo Pascowitch (5 de abril de 1948), é irmão do empresário Milton Pascowitch e filho de Clara Pascowitch e de Paulo Pascowith.
Seu pai criou e foi proprietário da Cia Industrial Pasco Lambretta, responsável fabricação da famosa motoneta italiana "Lambretta".
Seu pai também atuou no segmento financeiro por meio do Banco Aurea que investia e financiava inúmeras galerias de artes principalmente na Cidade de São Paulo. Após a sua liquidação, em 1974, o Banco Central incorporou ao seu patrimônio, por conta de créditos que detinha perante o Banco Aurea, um riquíssimo acervo de obras de Portinari, Di Cavalcanti, Tarsila do Amaral entre outros que hoje podem ser visitadas no Museu de Valores do Banco Central.
José Adolfo foi denunciado pelo Ministério Público Federal por envolvimento no mega-esquema de corrupção da Petrobras. Assim como seu irmão, ele também foi considerado pelo MPF um dos operadores do esquema.

## Operação Lava Jato

### Condução coercitiva
Em maio de 2014, José Adolfo teve um mandado de condução coercitiva e foi levado para Superintendência da Polícia Federal de Curitiba para prestar esclarecimentos.

### Apreensão
Agentes da Polícia Federal apreenderam em 21 de maio de 2015, na 13ª fase da Operação Lava Jato, 60 quadros e duas esculturas que pertenciam ao empresário Milton Pascowitch, que teve prisão preventiva decretada nesta fase da operação. Para a PF e para o Ministério Público Federal, as obras de arte eram usadas para lavar dinheiro oriundo do esquema de corrupção em contratos da Petrobras. Das 60 obras, 40 quadros estavam na casa de José Adolfo Pascowitch, e 20 na casa do próprio Milton.

### Delação premiada
Em 2015, José Adolfo, decidiu pela delação premiada para tentar reduzir a condenação de seus crimes na Lava Jato.

### Condenação
Em 18 de maio de 2016, foi condenado pelo juiz Sergio Moro a 19 anos de reclusão pelos crimes de corrupção passiva, lavagem de dinheiro e organização criminosa, mas terá pena reduzida em razão do acordo que fez de colaboração com a justiça.